# Hungry Hill
Der Hungry Hill (irisch: Cnoc Daod) ist ein 686 Meter hoher Berg und liegt in Irland in den Caha Mountains auf der Beara-Halbinsel in der Grafschaft County Cork. Der Name des Berges ist vermutlich eine falsche Interpretation von Angry Hill.
Nur im unteren Teil gibt es etwas Baumbestand, ansonsten ist es bis auf den weitläufigen Gipfel hoch sehr felsig und moorig. Ein bequemer Aufstieg ist vom Süden aus möglich. Die ersten ca. 300 Höhenmeter lassen sich über einen bequemen Weg bewältigen. Danach ist festes und wasserdichtes Schuhwerk nötig. Es geht zeitweise durch knöcheltiefes Wasser, dem man auch durch Umwege nicht ausweichen kann. Die Wegmarkierung ist sehr spärlich und häufig kaum zu erkennen. 
Trotz des feuchten Anstieges findet man immer wieder interessante Felsformationen und kleine klare Seen.
Der Gipfel ist sehr weitläufig. Vom Gipfel bietet sich dann – in Abhängigkeit von der Wetterlage – ein reizvoller Rundblick über die Beara-Halbinsel und das Meer. 
Der Hungry Hill ist auch durch einen gleichnamigen Roman von Daphne du Maurier bekannt. 